# Estação Citrolândia
Citrolândia é uma estação de trem de Magé, RJ, Brasil Dá nome ao distrito de Citrolândia. 
A estação foi inaugurada em 1896, e passou a fazer parte da SuperVia quando esta adquiriu a concessão do serviço de trens metropolitanos do Rio de Janeiro.